# Karol Doroszyński
Karol Doroszyński (ur. 12 lub 17 stycznia 1842 we Lwowie, zm. 21 maja 1882 w Poznaniu) – polski aktor teatralny, reżyser teatralny, dyrektor teatrów.

## Życiorys
Uczył się we Lwowie. W 1860 wstąpił jako adept do teatru lwowskiego, pozostał tam do 1869, wraz z zespołem lwowskim wyjeżdżał w okresach letnich na występy do Tarnowa, Lublina i innych miast. Ok. 1867 poślubił aktorkę Marię z domu Szuwart lub Schuwas (zm. 1 października 1896 w Kaliszu). W 1869 przeniósł się wraz z żoną do zespołu Anastazego Trapszy do Kalisza. W lecie 1870 kierował zespołem w Ciechocinku, a następnie występował w teatrze poznańskim. W 1871 wyjechał z zespołem poznańskim na występy do Kalisza. W styczniu 1872 w Kaliszu zorganizował własny zespół; w marcu tego roku występował z nim w Pleszewie. W 1872-74 należał znowu do zespołu teatru lwowskiego; zaliczano go tam do przedstawicieli tzw. niższej komiki. Po krótkim okresie prowadzenia teatru w Łodzi przybył do Poznania. Od 25 IX 1875 - razem z Władysławem Terenkoczym - kierował Teatrem Polskim w Poznaniu. W kwietniu 1877 W. Terenkoczy ustąpił ze swego stanowiska. Doroszyński objął sam dyrekcję; funkcję tę pełnił do 1881.
Jako aktor nie osiągał sukcesów, chociaż grał duże role, m.in. Wiktora („Pan Jowialski”), Lancelota („Kupiec wenecki”), Fromentela („Safanduły”), Klapkiewicza („Przed ślubem”), Sganarela („Don Juan” Moliera), Papkina („Zemsta”), Damazego („Pan Damazy”), Fafułę („Podróż po Warszawie”), Tarapatkiewicza („Krewniacy”), Jenialkiewicza („Wielki człowiek do małych interesów”). Najbardziej zasłużył się jako przedsiębiorczy i energiczny dyrektor Teatru Polskiego. W pierwszym okresie swego kierownictwa dbał szczególnie o interesujący repertuar; wystawił m.in. „Lillę Wenedę”, „Balladynę”, „Króla Leara”, „Fausta”; po 1878 przewagę w repertuarze uzyskały opera i operetka. Zapraszał na występy gościnne wybitnych aktorów, m.in. Helenę Modrzejewską i Wincentego Rapackiego, a na początku swojej dyrekcji zaangażował Józefa Rychtera na stanowisko kierownika artystycznego. Najlepszym okresem działalności Doroszyńskiego w Poznaniu był sezon artystyczny 1877/78. W czasie lata organizował wyjazdy zespołu, m.in. do Piotrkowa (1878), Kalisza (1878), Łodzi, a przede wszystkim do warszawskich teatrów ogródkowych Tivoli (1876), Belle Vue (1877), Alhambra (1878), Eldorado (1879, 1880, 1881). 
Częste przyjazdy teatru poznańskiego do Warszawy zyskały mu opinię najlepszego zespołu ogródkowego. Propagował w teatrze ogródkowym najnowszą polską dramaturgię: wystawił tam po raz pierwszy wiele sztuk Michała Bałuckiego i Józefa Blizińskiego; ogromnym powodzeniem cieszyły się - pisane na jego zamówienie - wodewile F. Schobera. Według prasy warszawskiej zespół poznański swoim repertuarem i poziomem gry przyciągnął do teatrów ogródkowych wybredniejszą publiczność. Dopiero w 1881 palmę pierwszeństwa w Warszawie odebrał mu zespół Józefa Puchniewskiego. Doroszyński poniósł wtedy straty materialne, które powiększyły się jeszcze po powrocie do Poznania. Kłopoty finansowe spowodowały, że 1 XII 1881 zerwał kontrakt na prowadzenie teatru poznańskiego.